# Kroatien ved vinter-PL 2018
Kroatien deltog ved vinter-PL 2018 i Pyeongchang, Sydkorea i perioden 9.-18. marts 2018.

## Medaljer
| 2018 Pyeongchang | Guld | Sølv | Bronze | Total |
| Kroatien         | 1    | 0    | 1      | 2     |

### Medaljevindere
| Medalje | Navn           | Sport         | Event                         | Dato      |
| ------- | -------------- | ------------- | ----------------------------- | --------- |
| Guld    | Dino Sokolović | Alpint skiløb | Mænds Slalom, sidende         | 17. marts |
| Bronze  | Bruno Bošnjak  | Snowboarding  | Mændenes banked slalom SB-LL1 | 16. marts |